# Dekalog X

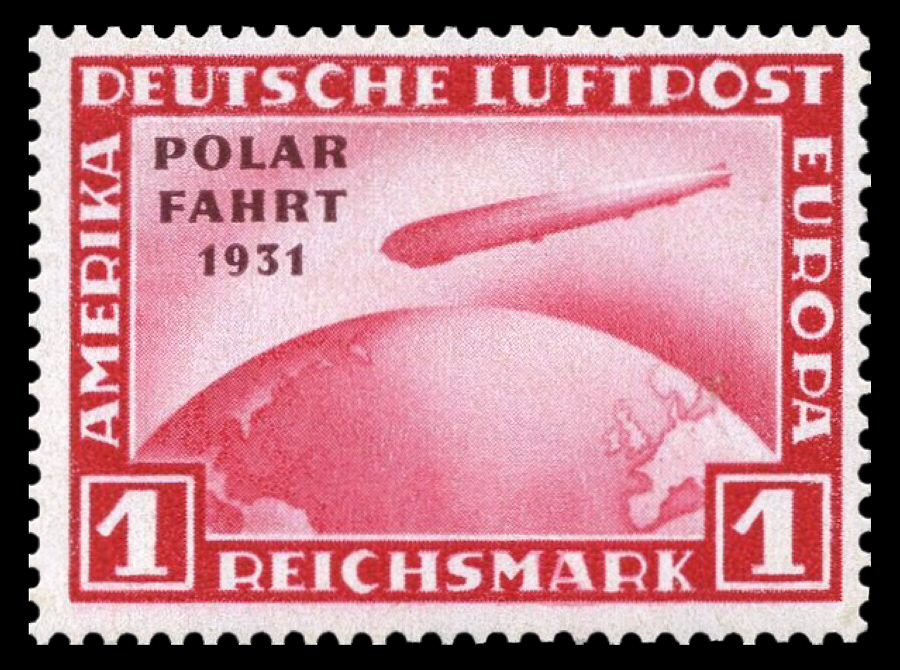
Znaczek z serii "Polarfahrt 1931", który pojawia się w filmie.

Dekalog X (Dekalog, dziesięć) – polska czarna komedia filmowa z 1988 roku w reżyserii Krzysztofa Kieślowskiego, zrealizowana według scenariusza napisanego przezeń wraz z Krzysztofem Piesiewiczem. Jest to nominalnie dziesiąta część cyklu filmów Dekalog, reinterpretująca dziesiąte przykazanie Dekalogu: „Ani żadnej rzeczy, która jego jest”, w realiach warszawskiego Ursynowa lat 80. XX wieku.

## Fabuła
Dwaj bracia, Jerzy i Artur, spotykają się na pogrzebie swojego ojca. Podczas przeszukiwania jego skromnego mieszkania bracia dowiadują się więcej o pasji ojca, jaką była filatelistyka, a także zauważają, że odziedziczyli po nim bezcenną kolekcję znaczków. Potem stopniowo nabierają tej samej obsesji na punkcie znaczków, co ich ojciec. Poświęcają karierę, życie rodzinne (w przypadku Jerzego), a nawet sprzedają nerkę Jerzego, by zdobyć cenny znaczek z 1851 roku, którego brakuje w ich kolekcji. Jednakże podczas operacji Jerzego dochodzi do kradzieży kolekcji znaczków. Bracia podejrzewają siebie nawzajem, ale ostatecznie każdy z nich kupuje niezależnie od siebie identyczną serię znaczków na poczcie, po czym omawiają swój zakup w maleńkim mieszkaniu, które należało do ich ojca. Kontynuując ojcowską pasję, zamieniają skromne mieszkanie w małą fortecę, ze stalowymi drzwiami, oknami przybitymi gwoździami, kratami oraz alarmem dźwiękowym .

## Obsada
- Zbigniew Zamachowski – Artur Janicki
- Jerzy Stuhr – Jerzy Janicki
- Henryk Bista – właściciel sklepu filatelistycznego
- Henryk Majcherek – prezes filatelistów
- Grzegorz Warchoł – kolekcjoner znaczków
- Maciej Stuhr – Piotrek Janicki, syn Jerzego
- Cezary Harasimowicz – oficer milicji
- Jerzy Turek – filatelista na giełdzie
- Olaf Lubaszenko – chłopak pracujący na poczcie
- Anna Gornostaj – pielęgniarka
- Daniel Kozakiewicz – handlarz pod sklepem filatelistycznym na Świętokrzyskiej
- Elżbieta Panas – żona Jerzego

## Produkcja
Dekalog X jest nominalnie dziesiątą częścią cyklu filmów telewizyjnych Dekalog, nakręconych przez Krzysztofa Kieślowskiego według scenariusza napisanego przezeń wraz z adwokatem Krzysztofem Piesiewiczem. Piesiewicz tłumaczył przesłanie Dekalogu X następująco:

Dekalog, dziesięć to opowieść o chęci posiadania, o pomnażaniu tego, co się posiada. Ale żeby ludzie to „kupili”, zaakceptowali, trzeba powołać sympatycznych bohaterów, wręcz zabawnych. W PRL-u kolekcjonowanie znaczków pocztowych znaczyło o wiele więcej niż dzisiaj. Sam byłem owładnięty tą pasją w dzieciństwie. Pamiętam dobrze tę chłopięcą żądzę zdobycia czwartego znaczka do serii. A przecież ﬁlatelistyka to wtedy było hobby tysięcy ludzi. Przenieśliśmy ją do scenariusza w rozbudowanej skali, aż wyszedł ﬁlm niemal kryminalny.

Na potrzeby podkreślenia różnic pomiędzy ekranowymi braćmi Piesiewicz i Kieślowski ustalili, że jeden z nich (Artur) będzie rockmanem, drugi zaś (Jerzy) będzie wykonywał pracę urzędnika. W przypadku postaci Artura obaj twórcy nawiązali do popularności festiwalu muzycznego w Jarocinie w latach 80., będącego formą oporu wobec ówczesnej władzy komunistycznej. W roli Artura Kieślowski obsadził Zbigniewa Zamachowskiego, natomiast w roli Jerzego – Jerzego Stuhra. Zdjęcia do filmu zrealizował operator Jacek Bławut. Premiera telewizyjna Dekalogu X odbyła się wcześniej niż w przypadku pozostałych części cyklu, 24 czerwca 1989.

## Odbiór
Dekalog X został pozytywnie przyjęty przez krytyków. Ruth Perlmutter podkreślała „ironiczny ton” tego filmu, demonstrujący „szczególną wschodnioeuropejską wrażliwość komiczną, zrodzoną z ludzkiej krótkowzroczności i niemocy”. Ksiądz Marek Lis również zwracał uwagę na ironię zawartą w Dekalogu X, albowiem początek filmu zawiera piosenkę rockową parodiującą przykazania biblijne. Lis zauważał, że owa antyreligijna piosenka „traci swoją niepokojącą moc wobec wydarzeń dotykających bohaterów całego cyklu. Ich dramaty wynikały przecież z nierespektowania przykazań”. Bartosz Staszczyszyn twierdził, że „Dziesiątka to jedna z najlepiej napisanych części Dekalogu – pozbawiona deklaratywności, umiejętnie łącząca komediowe tony z głębokim przesłaniem przypowieści o ludzkich słabościach”. Staszczyszyn zauważył, że film był w Polsce odbierany jako „prorocza zapowiedź społecznego darwinizmu młodej demokracji” .